# Caligulana
Caligulana là một chi bướm ngày thuộc họ Bướm nâu.